# 六角広胖
六角 広胖（ろっかく ひろやす）は、江戸時代中期から後期にかけての高家旗本。官位は従五位下・侍従、主殿頭。

## 略歴
安永5年（1776年）、播磨国龍野藩7代藩主・脇坂安親の六男として誕生。寛政4年（1792年）12月18日、高家旗本・六角広孝の養子となる。養父・広孝は養嗣子・広寿、嫡孫・広教を相次いで亡くしていた。正室は六角広孝養女（六角広寿の娘）。
寛政8年（1796年）9月15日、11代将軍・徳川家斉に御目見する。同年11月2日、高家見習に召し出されて、11月28日、従五位下侍従・主殿頭に叙任する。文化7年（1810年）12月29日、高家を解任されて、差控えを命じられる。深川法禅寺による四天王寺五重塔再建勧化の手続きに関する処理に問題があったようである。
文化8年（1811年）2月2日、病気を理由に嫡子の地位を退く。なお、後に子・広体が家督を相続した。